# Рупчине
Рупчине су насеље у општини Чукарица у Граду Београду.

## Опште карактеристике
Рупчине су заправо најзападнији део насеља Жарково, који се на северу граничи с Белим Водама, на истоку са Цераком Виногради (пут Ибарска магистрала) и Водоводском улицом и Макишом на западу. На југу се Рупчине граниче са отвореним пољима Стари Ланци и Нови Ланци, која се протежу све до Железника.
Супротно свом источном ободу, Церак Виноградима, ово насеље није изграђено по урбанистичким плановима. Готово је у целини стамбено насеље, а име Рупчине су изведене из речи велике рупе.
Аутобуске линије ГСП које пролазе кроз насеље су: 55 Звездара - Стари Железник, 58 Железничка станица Панчевачки мост - Нови Железник, 88
Земун /Кеј ослобођења/ - Нови Железник, 511 (ноћни) Трг Републике - Нови Железник - Сремчица, 512
Баново брдо - Сремчица /Насеље Горица/.